# Морские лещи
Морские лещи, или брамовые (лат. Bramidae), — семейство морских океанических рыб отряда окунеобразных (Perciformes), в состав семейства включают 7 родов и примерно 22 вида. Своё название получили из-за внешнего сходства с лещом, который относится к другому семейству и даже отряду.

## Ареал
Представители семейства брамовых встречаются в тропических, субтропических и умеренных водах всех океанов. Семейство представлено пелагическими рыбами открытого океана. На период размножения морские лещи уходят в более тёплые зоны. В России обитают два вида: атлантический морской лещ (Вramа bramа) у Мурманского побережья Баренцева моря и японский морской лещ (Вramа japonica) от Японии до восточного побережья Камчатки и Командорских островов. Это наименее теплолюбивые виды, заходящие в сравнительно холодные воды.

## Описание
Среднего и крупного размера рыбы, обычно длина тела не превышает 50—60 см. Представители двух видов достигают длины 1 м и массы 6 кг (Brama brama и Taractichthys longipinnis). Тело высокое и сжато с боков, покрыто крупной чешуёй с килями или шиповатыми выростами. Высокая голова с большими глазами и большим ртом, покрыта чешуёй.
Спинной и анальные плавники длинные и сходны по форме, не имеют колючих лучей, хотя передние лучи спинного плавника не ветвистые. Грудные плавники длинные, крыловидные. Брюшные плавники расположены или на горле, или под грудными плавниками. Хвостовой плавник сильно вильчатый.
Широкая верхняя челюсть покрыта чешуёй. Позвонков 36—54.
Молодь существенно отличается от взрослых особей по форме тела и строению плавников.
Большинство видов имеет чёрную или серую окраску тела, иногда с серебристым оттенком.
Морские лещи ведут хищный образ жизни, в рацион обычно входят мелкие рыбы и ракообразные. В свою очередь они и сами становятся добычей некоторых акул.

## Классификация

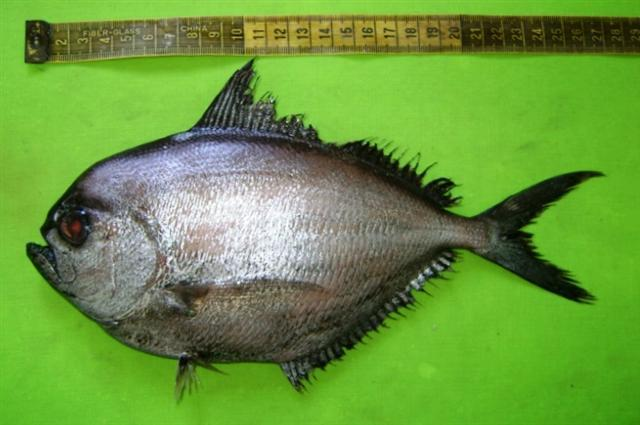
Brama dussumieri

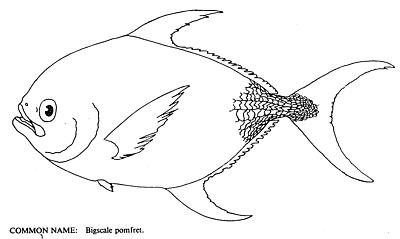
Taractichthys longipinnis

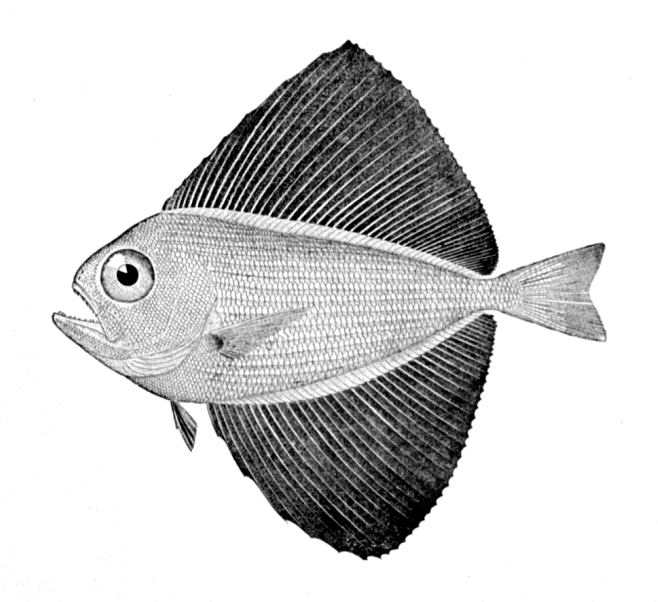
Pteraclis carolinus

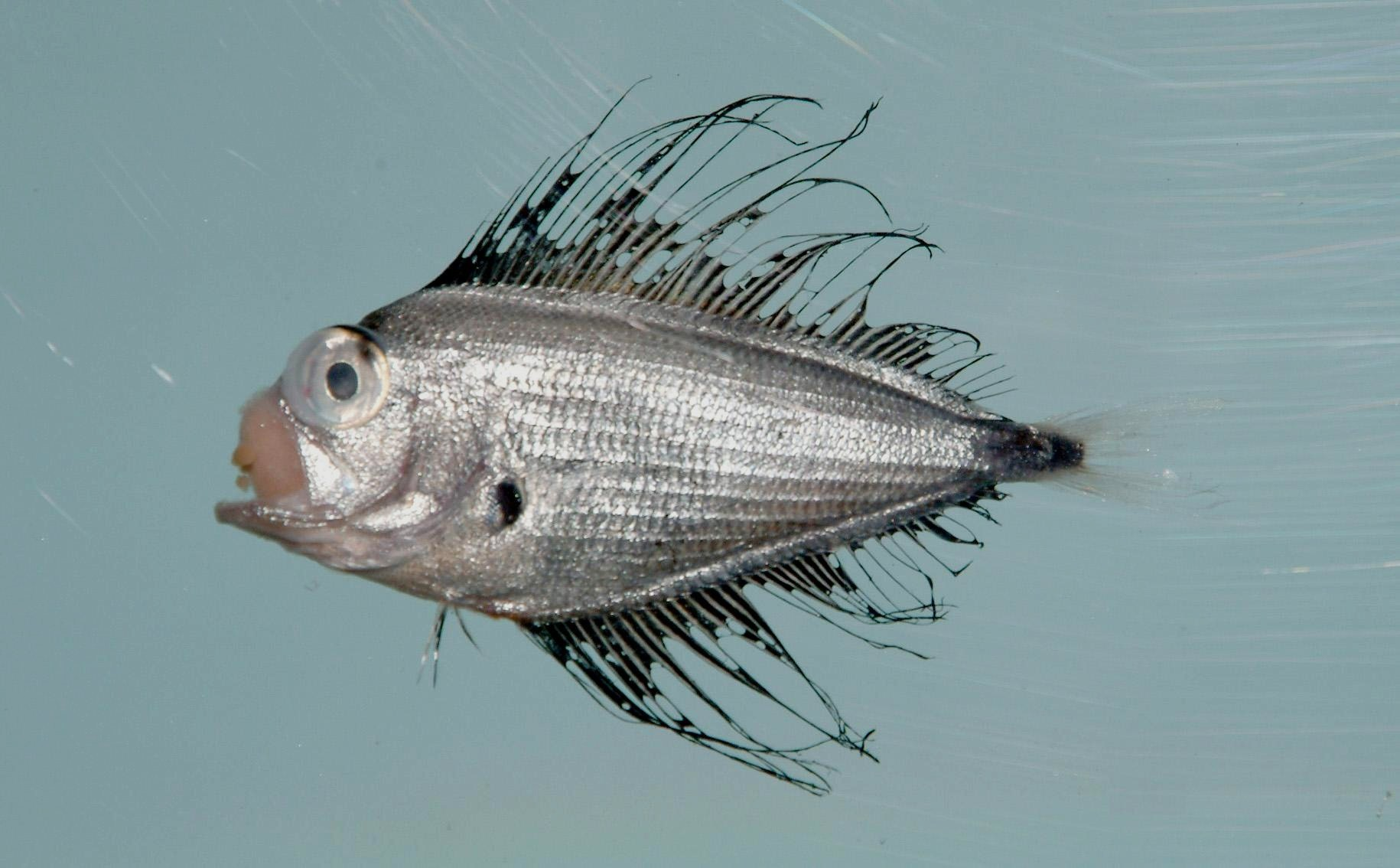
Pterycombus brama

В семействе выделяют два подсемейства с 7 родами и примерно 22 видами.
- Подсемейство Braminae. У взрослых особей спинной и анальный плавники покрыты чешуёй и не складываются полностью. Брюшные плавники расположены под грудными плавниками.
  - Род Brama — Морские лещи
    - Brama australis
    - Brama brama — Атлантический морской лещ
    - Brama caribbea — Карибский морской лещ
    - Brama dussumieri — Морской лещ Дюссюмье
    - Brama japonica — Японский морской лещ, или тихоокеанский морской лещ
    - Brama myersi — Морской лещ Майерса
    - Brama orcini — Тропический морской лещ
    - Brama pauciradiata

  - Род Eumegistus — Эумегисты
    - Eumegistus brevorti
    - Eumegistus illustris

  - Род Taractes — Таракты, или колючие морские лещи
    - Taractes asper — Малый морской лещ, или колючий морской лещ, или таракт
    - Taractes rubescens — Красный колючий морской лещ, или красный таракт

  - Род Taractichthys — Длиннопёрые морские лещи
    - Taractichthys longipinnis
    - Taractichthys steindachneri

  - Род Xenobrama
    - Xenobrama microlepis
- Подсемейство Pteraclinae. Спинной и анальный плавники не покрыты чешуёй и могут полностью складываться. Брюшные плавники расположены на горле перед грудными плавниками.
  - Род Pteraclis — Птераклы, или веерные морские лещи
    - Pteraclis aesticola
    - Pteraclis carolinus
    - Pteraclis velifera

  - Род Pterycombus — Серебристые морские лещи
    - Pterycombus brama — Атлантический серебристый морской лещ
    - Pterycombus petersii — Индо-тихоокеанский серебристый морской лещ, или серебристый морской лещ Петерса

## Промысловое значение
Некоторые виды морских лещей являются объектом промысла.